# Aconitum puchonroenicum
Aconitum puchonroenicum là một loài thực vật có hoa trong họ Mao lương. Loài này được Uyeki & Sakata mô tả khoa học đầu tiên năm 1938.